# إدوارد إيغل براون
إدوارد إيغل براون (بالإنجليزية: Edward Eagle Brown)‏ هو محامي أمريكي، ولد في 4 يونيو 1885 في شيكاغو في الولايات المتحدة، وتوفي في 1959.